# Eisschnelllauf-Weltcup 2007/08

Logo des Essent ISU Weltcup

Der Eisschnelllauf-Weltcup 2007/08 wurde für Frauen und Männer in neun Weltcupstationen in sieben Ländern zwischen November 2007 und Februar 2008 ausgetragen. Hier wurden von Frauen Strecken von 100 bis 5.000 und der Männer von 100 bis 10.000 Meter gelaufen.
Siehe auch: Liste der Gesamtweltcupsieger im Eisschnelllauf

## Wettbewerbe

### Frauen

#### Weltcup-Übersicht
| Datum                                                                                           | Ort                                           | Disziplin          | Sieger                                                                | Zweiter                                                             | Dritter                                                               |
| ----------------------------------------------------------------------------------------------- | --------------------------------------------- | ------------------ | --------------------------------------------------------------------- | ------------------------------------------------------------------- | --------------------------------------------------------------------- |
| 9. bis 11. Nov. 2007                                                                            | Salt Lake City (Utah Olympic Oval)            | 500 m (9. Nov.)    | Wang Beixing                                                          | Jenny Wolf                                                          | Sayuri Yoshii                                                         |
| 9. bis 11. Nov. 2007                                                                            | Salt Lake City (Utah Olympic Oval)            | 1.000 m (9. Nov.)  | Wang Beixing                                                          | Anni Friesinger                                                     | Wang Fei                                                              |
| 9. bis 11. Nov. 2007                                                                            | Salt Lake City (Utah Olympic Oval)            | 500 m (10. Nov.)   | Jenny Wolf                                                            | Wang Beixing                                                        | Sayuri Yoshii                                                         |
| 9. bis 11. Nov. 2007                                                                            | Salt Lake City (Utah Olympic Oval)            | 1.500 m (10. Nov.) | Christine Nesbitt                                                     | Kristina Groves                                                     | Chiara Simionato                                                      |
| 9. bis 11. Nov. 2007                                                                            | Salt Lake City (Utah Olympic Oval)            | 1.000 m (11. Nov.) | Chiara Simionato (ER)                                                 | Anni Friesinger                                                     | Christine Nesbitt                                                     |
| 9. bis 11. Nov. 2007                                                                            | Salt Lake City (Utah Olympic Oval)            | 3.000 m (11. Nov.) | Martina Sáblíková                                                     | Cindy Klassen                                                       | Renate Groenewold                                                     |
| 16. bis 18. Nov. 2007                                                                           | Calgary (Olympic Oval)                        | 500 m (16. Nov.)   | Jenny Wolf                                                            | Wang Beixing                                                        | Sayuri Yoshii                                                         |
| 16. bis 18. Nov. 2007                                                                           | Calgary (Olympic Oval)                        | 3.000 m (16. Nov.) | Martina Sáblíková                                                     | Renate Groenewold                                                   | Kristina Groves                                                       |
| 16. bis 18. Nov. 2007                                                                           | Calgary (Olympic Oval)                        | 500 m (17. Nov.)   | Jenny Wolf                                                            | Wang Beixing                                                        | Annette Gerritsen                                                     |
| 16. bis 18. Nov. 2007                                                                           | Calgary (Olympic Oval)                        | 1.500 m (17. Nov.) | Christine Nesbitt                                                     | Anni Friesinger (DR)                                                | Kristina Groves                                                       |
| 16. bis 18. Nov. 2007                                                                           | Calgary (Olympic Oval)                        | 1.000 m (18. Nov.) | Anni Friesinger (DR)                                                  | Christine Nesbitt                                                   | Chiara Simionato                                                      |
| 16. bis 18. Nov. 2007                                                                           | Calgary (Olympic Oval)                        | Team (18. Nov.)    | DeutschlandAnni Friesinger Claudia Pechstein Daniela Anschütz-Thoms   | KanadaChristine Nesbitt Kristina Groves Shannon Rempel              | RusslandJekaterina Lobyschewa Jekaterina Abramowa Galina Lichatschowa |
| 1./2. Dez. 2007                                                                                 | Kolomna (Kometa) 1                            | 5.000 m (1. Dez.)  | Martina Sáblíková                                                     | Clara Hughes                                                        | Daniela Anschütz-Thoms                                                |
| 1./2. Dez. 2007                                                                                 | Kolomna (Kometa) 1                            | 1.500 m (2. Dez.)  | Anni Friesinger                                                       | Christine Nesbitt                                                   | Daniela Anschütz-Thoms                                                |
| 7. bis 9. Dez. 2007                                                                             | Heerenveen (Thialf)                           | 500 m (7. Dez.)    | Wang Beixing                                                          | Jenny Wolf                                                          | Annette Gerritsen                                                     |
| 7. bis 9. Dez. 2007                                                                             | Heerenveen (Thialf)                           | 3.000 m (8. Dez.)  | Renate Groenewold                                                     | Martina Sáblíková                                                   | Ireen Wüst                                                            |
| 7. bis 9. Dez. 2007                                                                             | Heerenveen (Thialf)                           | 1.500 m (8. Dez.)  | Anni Friesinger                                                       | Kristina Groves                                                     | Christine Nesbitt                                                     |
| 7. bis 9. Dez. 2007                                                                             | Heerenveen (Thialf)                           | 500 m (9. Dez.)    | Jenny Wolf                                                            | Wang Beixing                                                        | Lee Sang-hwa                                                          |
| 7. bis 9. Dez. 2007                                                                             | Heerenveen (Thialf)                           | 1.000 m (9. Dez.)  | Anni Friesinger                                                       | Christine Nesbitt                                                   | Chiara Simionato                                                      |
| 7. bis 9. Dez. 2007                                                                             | Heerenveen (Thialf)                           | Team (9. Dez.)     | NiederlandePaulien van Deutekom Renate Groenewold Diane Valkenburg    | KanadaChristine Nesbitt Cindy Klassen Brittany Schussler            | RusslandJekaterina Lobyschewa Jekaterina Abramowa Galina Lichatschowa |
| 15./16. Dez. 2007                                                                               | Erfurt (Gunda-Niemann- Stirnemann-Halle)      | 500 m (15. Dez.)   | Jenny Wolf                                                            | Anni Friesinger                                                     | Annette Gerritsen                                                     |
| 15./16. Dez. 2007                                                                               | Erfurt (Gunda-Niemann- Stirnemann-Halle)      | 1.000 m (15. Dez.) | Anni Friesinger                                                       | Chiara Simionato                                                    | Cindy Klassen                                                         |
| 15./16. Dez. 2007                                                                               | Erfurt (Gunda-Niemann- Stirnemann-Halle)      | 100 m (16. Dez.)   | Jenny Wolf 10,22 s (CR)                                               | Xing Aihua                                                          | Judith Hesse                                                          |
| 15./16. Dez. 2007                                                                               | Erfurt (Gunda-Niemann- Stirnemann-Halle)      | 500 m (16. Dez.)   | Jenny Wolf                                                            | Annette Gerritsen                                                   | Lee Sang-hwa                                                          |
| 15./16. Dez. 2007                                                                               | Erfurt (Gunda-Niemann- Stirnemann-Halle)      | 1.000 m (16. Dez.) | Anni Friesinger                                                       | Ireen Wüst                                                          | Chiara Simionato                                                      |
| Einzelstreckenasienmeisterschaften in Shenyang (Bayi Speed Skating Oval), 29./30. Dezember 2007 |                                               |                    |                                                                       |                                                                     |                                                                       |
| Sprintweltmeisterschaft in Heerenveen (Thialf), 19./20. Januar 2008                             |                                               |                    |                                                                       |                                                                     |                                                                       |
| Mehrkampfeuropameisterschaft in Kolomna (Kometa), 12./13. Januar 2008                           |                                               |                    |                                                                       |                                                                     |                                                                       |
| 25. bis 27. Jan. 2008                                                                           | Hamar (Vikingskipet)                          | 500 m (25. Jan.)   | Jenny Wolf                                                            | Lee Sang-hwa                                                        | Marianne Timmer                                                       |
| 25. bis 27. Jan. 2008                                                                           | Hamar (Vikingskipet)                          | 1.500 m (25. Jan.) | Ireen Wüst                                                            | Paulien van Deutekom                                                | Christine Nesbitt                                                     |
| 25. bis 27. Jan. 2008                                                                           | Hamar (Vikingskipet)                          | 500 m (26. Jan.)   | Jenny Wolf                                                            | Lee Sang-hwa                                                        | Annette Gerritsen                                                     |
| 25. bis 27. Jan. 2008                                                                           | Hamar (Vikingskipet)                          | 5.000 m (26. Jan.) | Martina Sáblíková                                                     | Claudia Pechstein                                                   | Clara Hughes                                                          |
| 25. bis 27. Jan. 2008                                                                           | Hamar (Vikingskipet)                          | 1.000 m (27. Jan.) | Anni Friesinger                                                       | Christine Nesbitt                                                   | Ireen Wüst                                                            |
| 2./3. Feb. 2008                                                                                 | Baselga di Pinè (Stadio del ghiaccio di Piné) | 1.500 m (2. Feb.)  | Kristina Groves                                                       | Martina Sáblíková                                                   | Christine Nesbitt                                                     |
| 2./3. Feb. 2008                                                                                 | Baselga di Pinè (Stadio del ghiaccio di Piné) | 3.000 m (3. Feb.)  | Martina Sáblíková                                                     | Claudia Pechstein                                                   | Katrin Mattscherodt                                                   |
| 2./3. Feb. 2008                                                                                 | Baselga di Pinè (Stadio del ghiaccio di Piné) | Team (3. Feb.)     | RusslandJekaterina Lobyschewa Jekaterina Abramowa Galina Lichatschowa | JapanMaki Tabata Hiromi Ōtsu Masako Hozumi                          | PolenKatarzyna Wójcicka Karolina Ksyt Luiza Złotkowska                |
| Mehrkampfweltmeisterschaft in Berlin (Sportforum Hohenschönhausen), 9./10. Februar 2008         |                                               |                    |                                                                       |                                                                     |                                                                       |
| 16./17. Feb. 2008                                                                               | Inzell (Ludwig-Schwabl-Stadion)               | 500 m (16. Feb.)   | Jenny Wolf                                                            | Annette Gerritsen                                                   | Sayuri Yoshii Swetlana Kajkan                                         |
| 16./17. Feb. 2008                                                                               | Inzell (Ludwig-Schwabl-Stadion)               | 1.000 m (16. Feb.) | Anni Friesinger                                                       | Ireen Wüst                                                          | Shannon Rempel                                                        |
| 16./17. Feb. 2008                                                                               | Inzell (Ludwig-Schwabl-Stadion)               | 100 m (17. Feb.)   | Jenny Wolf                                                            | Judith Hesse                                                        | Shihomi Shin’ya                                                       |
| 16./17. Feb. 2008                                                                               | Inzell (Ludwig-Schwabl-Stadion)               | 500 m (17. Feb.)   | Jenny Wolf                                                            | Annette Gerritsen                                                   | Swetlana Kajkan                                                       |
| 16./17. Feb. 2008                                                                               | Inzell (Ludwig-Schwabl-Stadion)               | 1.000 m (17. Feb.) | Anni Friesinger                                                       | Ireen Wüst                                                          | Shannon Rempel                                                        |
| 22. bis 24. Feb. 2008                                                                           | Heerenveen (Thialf)                           | 500 m (22. Feb.)   | Jenny Wolf                                                            | Lee Sang-hwa                                                        | Marianne Timmer Annette Gerritsen                                     |
| 22. bis 24. Feb. 2008                                                                           | Heerenveen (Thialf)                           | 3.000 m (22. Feb.) | Martina Sáblíková                                                     | Ireen Wüst                                                          | Renate Groenewold                                                     |
| 22. bis 24. Feb. 2008                                                                           | Heerenveen (Thialf)                           | 500 m (23. Feb.)   | Jenny Wolf                                                            | Lee Sang-hwa                                                        | Swetlana Kajkan                                                       |
| 22. bis 24. Feb. 2008                                                                           | Heerenveen (Thialf)                           | 1.500 m (23. Feb.) | Paulien van Deutekom                                                  | Ireen Wüst                                                          | Kristina Groves                                                       |
| 22. bis 24. Feb. 2008                                                                           | Heerenveen (Thialf)                           | 1.000 m (24. Feb.) | Anni Friesinger                                                       | Paulien van Deutekom                                                | Shannon Rempel                                                        |
| 22. bis 24. Feb. 2008                                                                           | Heerenveen (Thialf)                           | 100 m (24. Feb.)   | Jenny Wolf                                                            | Judith Hesse                                                        | Shihomi Shin’ya                                                       |
| 22. bis 24. Feb. 2008                                                                           | Heerenveen (Thialf)                           | Team (24. Feb.)    | KanadaKristina Groves Shannon Rempel Brittany Schussler               | DeutschlandDaniela Anschütz-Thoms Katrin Mattscherodt Lucille Opitz | JapanMasako Hozumi Hiromi Ōtsu Shihomi Shin’ya                        |
| Einzelstreckenweltmeisterschaften in Nagano (M-Wave), 6. bis 9. März 2008                       |                                               |                    |                                                                       |                                                                     |                                                                       |

1 Der am 1. und 2. Dezember ausgetragene Weltcup musste von Moskau nach Kolomna verlegt werden, da die Halle in Moskau einsturzgefährdet war.

#### 100 Meter
(Endstand: Nach 3 Rennen)
| Rang | Name                   | Land                | Punkte |
| ---- | ---------------------- | ------------------- | ------ |
| 1    | Jenny Wolf             | Deutschland         | 350    |
| 2    | Judith Hesse           | Deutschland         | 270    |
| 3    | Shihomi Shin’ya        | Japan               | 175    |
| 4    | Swetlana Kaikan        | Russland            | 166    |
| 5    | Lee Sang-hwa           | Südkorea            | 135    |
| 6    | Kim Weger              | Kanada              | 100    |
| 7    | Xing Aihua             | Volksrepublik China | 80     |
| 8    | Pamela Zoellner        | Deutschland         | 60     |
| 9    | Annette Gerritsen      | Niederlande         | 56     |
| 10   | Kerry Simpson          | Kanada              | 54     |
|      |                        |                     |        |
| 18   | Gabriele Hirschbichler | Deutschland         | 36     |
| 29   | Anni Friesinger        | Deutschland         | 20     |

#### 500 Meter
(Endstand: Nach 14 Rennen)
| Rang | Name              | Land                | Punkte |
| ---- | ----------------- | ------------------- | ------ |
| 1    | Jenny Wolf        | Deutschland         | 1.460  |
| 2    | Annette Gerritsen | Niederlande         | 928    |
| 3    | Lee Sang-hwa      | Südkorea            | 714    |
| 4    | Swetlana Kajkan   | Russland            | 681    |
| 5    | Sayuri Yoshii     | Japan               | 648    |
| 6    | Marianne Timmer   | Niederlande         | 600    |
| 7    | Wang Beixing      | Volksrepublik China | 520    |
| 8    | Shannon Rempel    | Kanada              | 365    |
| 9    | Xing Aihua        | Volksrepublik China | 344    |
| 10   | Julija Nemaja     | Russland            | 325    |
|      |                   |                     |        |
| 11   | Judith Hesse      | Deutschland         | 295    |
| 12   | Heike Hartmann    | Deutschland         | 289    |
| 15   | Pamela Zoellner   | Deutschland         | 256    |
| 21   | Anni Friesinger   | Deutschland         | 200    |

#### 1.000 Meter
(Endstand: Nach 10 Rennen)
| Rang | Name                               | Land              | Punkte |
| ---- | ---------------------------------- | ----------------- | ------ |
| 1    | Anni Friesinger                    | Deutschland       | 1.010  |
| 2    | Ireen Wüst                         | Niederlande       | 602    |
| 3    | Shannon Rempel                     | Kanada            | 516    |
| 4    | Chiara Simionato                   | Italien           | 440    |
| 5    | Annette Gerritsen                  | Niederlande       | 429    |
| 6    | Christine Nesbitt                  | Kanada            | 370    |
| 7    | Cindy Klassen                      | Kanada            | 334    |
| 8    | Marianne Timmer                    | Niederlande       | 298    |
| 9    | Paulien van Deutekom Sayuri Yoshii | Niederlande Japan | 273    |
|      |                                    |                   |        |
| 14   | Heike Hartmann                     | Deutschland       | 177    |
| 15   | Pamela Zoellner                    | Deutschland       | 167    |
| 16   | Monique Angermüller                | Deutschland       | 149    |
| 21   | Judith Hesse                       | Deutschland       | 108    |

#### 1.500 Meter
(Endstand: Nach 7 Rennen)
| Rang | Name                   | Land        | Punkte |
| ---- | ---------------------- | ----------- | ------ |
| 1    | Kristina Groves        | Kanada      | 555    |
| 2    | Christine Nesbitt      | Kanada      | 508    |
| 3    | Ireen Wüst             | Niederlande | 338    |
| 4    | Paulien van Deutekom   | Niederlande | 330    |
| 5    | Anni Friesinger        | Deutschland | 312    |
| 6    | Daniela Anschütz-Thoms | Deutschland | 283    |
| 7    | Claudia Pechstein      | Deutschland | 264    |
| 8    | Jorien Voorhuis        | Niederlande | 207    |
| 9    | Martina Sáblíková      | Tschechien  | 206    |
| 10   | Diane Valkenburg       | Niederlande | 205    |
|      |                        |             |        |
| 21   | Monique Angermüller    | Deutschland | 85     |
| 28   | Katrin Mattscherodt    | Deutschland | 50     |

#### 3.000/5.000 Meter
(Endstand: Nach 7 Rennen)
| Rang | Name                   | Land               | Punkte |
| ---- | ---------------------- | ------------------ | ------ |
| 1    | Martina Sáblíková      | Tschechien         | 730    |
| 2    | Claudia Pechstein      | Deutschland        | 490    |
| 3    | Renate Groenewold      | Niederlande        | 355    |
| 4    | Kristina Groves        | Kanada             | 310    |
| 5    | Daniela Anschütz-Thoms | Deutschland        | 305    |
| 6    | Clara Hughes           | Kanada             | 285    |
| 7    | Ireen Wüst             | Niederlande        | 262    |
| 8    | Catherine Raney        | Vereinigte Staaten | 239    |
| 9    | Cindy Klassen          | Kanada             | 212    |
| 10   | Katrin Mattscherodt    | Deutschland        | 185    |
|      |                        |                    |        |
| 16   | Stephanie Beckert      | Deutschland        | 98     |
| 20   | Anna Rokita            | Österreich         | 88     |
| 25   | Lucille Opitz          | Deutschland        | 51     |

#### Teamlauf
- Je Weltcuprennen starteten drei Läufer

(Endstand: Nach 4 Rennen)
| Rang | Name | Land                | Punkte |
| ---- | --- | ------------------- | ------ |
| 1    | Brittany Schussler, Christine Nesbitt, Cindy Klassen, Kristina Groves, Shannon Rempel                                                                  | Kanada              | 350    |
| 2    | Alexandra Lipp, Anni Friesinger, Claudia Pechstein, Daniela Anschütz-Thoms, Katrin Mattscherodt, Lucille Opitz, Monique Angermüller, Stephanie Beckert | Deutschland         | 330    |
| 2    | Galina Lichatschowa, Jekaterina Abramowa, Jekaterina Lobyschewa, Swetlana Kaikan                                                                       | Russland            | 330    |
| 4    | Hiromi Ōtsu, Maki Tabata, Masako Hozumi, Shiho Ishizawa                                                                                                | Japan               | 305    |
| 5    | Karolina Ksyt, Katarzyna Wójcicka, Luiza Złotkowska, Natalia Czerwonka                                                                                 | Polen               | 155    |
| 6    | Diane Valkenburg, Laurine van Riessen, Margot Boer, Paulien van Deutekom, Renate Groenewold                                                            | Niederlande         | 136    |
| 7    | Anna Ringsred, Catherine Raney, Maria Lamb, Mia Manganello, Nancy Swider-Peltz Jr.                                                                     | Vereinigte Staaten  | 135    |
| 8    | Andreea Lăzărescu, Bianca Anghel, Daniela Dumitru, Daniela Oltean                                                                                      | Rumänien            | 113    |
| 9    | Anna Badajeva, Julija Jasenok, Swjatlana Radkewitsch                                                                                                   | Belarus             | 60     |
| 10   | Ji Jia, Xu Jinjin, Gao Yang | Volksrepublik China | 50     |

### Männer

#### Weltcup-Übersicht
| Datum                                                                                           | Ort                                           | Disziplin           | Sieger                                                    | Zweiter                                                   | Dritter                                                      |
| ----------------------------------------------------------------------------------------------- | --------------------------------------------- | ------------------- | --------------------------------------------------------- | --------------------------------------------------------- | ------------------------------------------------------------ |
| 9. bis 11. Nov. 2007                                                                            | Salt Lake City (Utah Olympic Oval)            | 500 m (9. Nov.)     | Jeremy Wotherspoon 34,03 s (WR)                           | Lee Kang-seok                                             | Lee Kyu-hyeok                                                |
| 9. bis 11. Nov. 2007                                                                            | Salt Lake City (Utah Olympic Oval)            | 1.500 m (9. Nov.)   | Erben Wennemars 1.42,32 (ER)                              | Denny Morrison                                            | Shani Davis                                                  |
| 9. bis 11. Nov. 2007                                                                            | Salt Lake City (Utah Olympic Oval)            | 1.000 m (10. Nov.)  | Pekka Koskela                                             | Shani Davis                                               | Jeremy Wotherspoon                                           |
| 9. bis 11. Nov. 2007                                                                            | Salt Lake City (Utah Olympic Oval)            | 5.000 m (10. Nov.)  | Enrico Fabris                                             | Sven Kramer                                               | Håvard Bøkko                                                 |
| 9. bis 11. Nov. 2007                                                                            | Salt Lake City (Utah Olympic Oval)            | 500 m (11. Nov.)    | Jeremy Wotherspoon                                        | Lee Kyu-hyeok                                             | Yu Fengtong                                                  |
| 9. bis 11. Nov. 2007                                                                            | Salt Lake City (Utah Olympic Oval)            | 1.000 m (11. Nov.)  | Jeremy Wotherspoon                                        | Shani Davis                                               | Lee Kyu-hyeok                                                |
| 16. bis 18. Nov. 2007                                                                           | Calgary (Olympic Oval)                        | 500 m (16. Nov.)    | Jeremy Wotherspoon                                        | Dmitri Lobkow                                             | Mun Jun                                                      |
| 16. bis 18. Nov. 2007                                                                           | Calgary (Olympic Oval)                        | 1.500 m (16. Nov.)  | Simon Kuipers                                             | Shani Davis                                               | Mark Tuitert                                                 |
| 16. bis 18. Nov. 2007                                                                           | Calgary (Olympic Oval)                        | 500 m (17. Nov.)    | Jeremy Wotherspoon                                        | Tucker Fredricks                                          | Mika Poutala                                                 |
| 16. bis 18. Nov. 2007                                                                           | Calgary (Olympic Oval)                        | 5.000 m (17. Nov.)  | Sven Kramer 6.03,32 min (WR)                              | Enrico Fabris                                             | Carl Verheijen                                               |
| 16. bis 18. Nov. 2007                                                                           | Calgary (Olympic Oval)                        | 1.000 m (18. Nov.)  | Denny Morrison                                            | Jeremy Wotherspoon                                        | Lee Kyu-hyeok                                                |
| 16. bis 18. Nov. 2007                                                                           | Calgary (Olympic Oval)                        | Team (18. Nov.)     | KanadaArne Dankers Steven Elm Denny Morrison              | NorwegenHåvard Bøkko Henrik Christiansen Sverre Haugli    | DeutschlandStefan Heythausen Robert Lehmann Tobias Schneider |
| 1./2. Dez. 2007                                                                                 | Kolomna (Kometa) 1                            | 1.500 m (1. Dez.)   | Erben Wennemars                                           | Enrico Fabris                                             | Håvard Bøkko                                                 |
| 1./2. Dez. 2007                                                                                 | Kolomna (Kometa) 1                            | 10.000 m (2. Dez.)  | Håvard Bøkko                                              | Tom Prinsen                                               | Bob de Jong                                                  |
| 7. bis 9. Dez. 2007                                                                             | Heerenveen (Thialf)                           | 500 m (7. Dez.)     | Tucker Fredricks                                          | Lee Kyu-hyeok                                             | Mun Jun                                                      |
| 7. bis 9. Dez. 2007                                                                             | Heerenveen (Thialf)                           | 1.500 m (7. Dez.)   | Sven Kramer                                               | Denny Morrison                                            | Mark Tuitert                                                 |
| 7. bis 9. Dez. 2007                                                                             | Heerenveen (Thialf)                           | 500 m (8. Dez.)     | Lee Kang-seok                                             | Jōji Katō                                                 | Mun Jun                                                      |
| 7. bis 9. Dez. 2007                                                                             | Heerenveen (Thialf)                           | 5.000 m (8. Dez.)   | Sven Kramer                                               | Håvard Bøkko                                              | Shani Davis                                                  |
| 7. bis 9. Dez. 2007                                                                             | Heerenveen (Thialf)                           | 1.000 m (9. Dez.)   | Shani Davis                                               | Denny Morrison                                            | Lee Kyu-hyeok                                                |
| 7. bis 9. Dez. 2007                                                                             | Heerenveen (Thialf)                           | Team (9. Dez.)      | NiederlandeSven Kramer Wouter Olde Heuvel Erben Wennemars | KanadaArne Dankers Justin Warsylewicz Denny Morrison      | RusslandJewgeni Lalenkow Iwan Skobrew Alexei Junin           |
| 15./16. Dez. 2007                                                                               | Erfurt (Gunda-Niemann- Stirnemann-Halle)      | 500 m (15. Dez.)    | Lee Kang-seok                                             | Dmitri Lobkow                                             | Lee Kyu-hyeok                                                |
| 15./16. Dez. 2007                                                                               | Erfurt (Gunda-Niemann- Stirnemann-Halle)      | 1.000 m (15. Dez.)  | Shani Davis                                               | Denny Morrison                                            | Mun Jun                                                      |
| 15./16. Dez. 2007                                                                               | Erfurt (Gunda-Niemann- Stirnemann-Halle)      | 100 m (16. Dez.)    | Lee Kang-seok                                             | Yu Fengtong                                               | Zhang Zhongqi                                                |
| 15./16. Dez. 2007                                                                               | Erfurt (Gunda-Niemann- Stirnemann-Halle)      | 500 m (16. Dez.)    | Lee Kang-seok                                             | Mun Jun                                                   | Simon Kuipers                                                |
| 15./16. Dez. 2007                                                                               | Erfurt (Gunda-Niemann- Stirnemann-Halle)      | 1.000 m (16. Dez.)  | Jan Bos                                                   | Shani Davis                                               | Mun Jun                                                      |
| Einzelstreckenasienmeisterschaften in Shenyang (Bayi Speed Skating Oval), 29./30. Dezember 2007 |                                               |                     |                                                           |                                                           |                                                              |
| Sprintweltmeisterschaft in Heerenveen (Thialf), 19./20. Januar 2008                             |                                               |                     |                                                           |                                                           |                                                              |
| Mehrkampfeuropameisterschaft in Kolomna (Kometa), 12./13. Januar 2008                           |                                               |                     |                                                           |                                                           |                                                              |
| Mehrkampfamerikameisterschaft in Calgary (Olympic Oval), 12./13. Januar 2008                    |                                               |                     |                                                           |                                                           |                                                              |
| 25. bis 27. Jan. 2008                                                                           | Hamar (Vikingskipet)                          | 500 m (25. Jan.)    | Jeremy Wotherspoon                                        | Keiichirō Nagashima                                       | Pekka Koskela                                                |
| 25. bis 27. Jan. 2008                                                                           | Hamar (Vikingskipet)                          | 500 m (26. Jan.)    | Jeremy Wotherspoon                                        | Mun Jun                                                   | Mika Poutala                                                 |
| 25. bis 27. Jan. 2008                                                                           | Hamar (Vikingskipet)                          | 1.500 m (26. Jan.)  | Simon Kuipers                                             | Sven Kramer                                               | Denny Morrison                                               |
| 25. bis 27. Jan. 2008                                                                           | Hamar (Vikingskipet)                          | 1.000 m (27. Jan.)  | Denny Morrison                                            | Simon Kuipers                                             | Jeremy Wotherspoon                                           |
| 25. bis 27. Jan. 2008                                                                           | Hamar (Vikingskipet)                          | 10.000 m (27. Jan.) | Håvard Bøkko                                              | Chad Hedrick                                              | Bob de Jong                                                  |
| 2./3. Feb. 2008                                                                                 | Baselga di Pinè (Stadio del ghiaccio di Piné) | 5.000 m (2. Feb.)   | Wettkampf abgebrochen                                     | Wettkampf abgebrochen                                     | Wettkampf abgebrochen                                        |
| 2./3. Feb. 2008                                                                                 | Baselga di Pinè (Stadio del ghiaccio di Piné) | 1.500 m (3. Feb.)   | Shani Davis                                               | Simon Kuipers                                             | Mark Tuitert                                                 |
| 2./3. Feb. 2008                                                                                 | Baselga di Pinè (Stadio del ghiaccio di Piné) | Team (3. Feb.)      | NorwegenHåvard Bøkko Henrik Christiansen Sverre Haugli    | NiederlandeErben Wennemars Carl Verheijen Ted-Jan Bloemen | RusslandIwan Skobrew Jewgeni Lalenkow Alexei Junin           |
| Mehrkampfweltmeisterschaft in Berlin (Sportforum Hohenschönhausen), 9./10. Februar 2008         |                                               |                     |                                                           |                                                           |                                                              |
| 16./17. Feb. 2008                                                                               | Inzell (Ludwig-Schwabl-Stadion)               | 500 m (16. Feb.)    | Jōji Katō                                                 | Jeremy Wotherspoon                                        | Keiichirō Nagashima                                          |
| 16./17. Feb. 2008                                                                               | Inzell (Ludwig-Schwabl-Stadion)               | 1.000 m (16. Feb.)  | Shani Davis                                               | Denny Morrison                                            | Jan Bos                                                      |
| 16./17. Feb. 2008                                                                               | Inzell (Ludwig-Schwabl-Stadion)               | 100 m (17. Feb.)    | Mark Nielsen                                              | Mika Poutala                                              | Dag Erik Kleven                                              |
| 16./17. Feb. 2008                                                                               | Inzell (Ludwig-Schwabl-Stadion)               | 500 m (17. Feb.)    | Jeremy Wotherspoon                                        | Keiichirō Nagashima Mike Ireland                          |                                                              |
| 16./17. Feb. 2008                                                                               | Inzell (Ludwig-Schwabl-Stadion)               | 1.000 m (17. Feb.)  | Shani Davis                                               | Denny Morrison                                            | Jan Bos                                                      |
| 22. bis 24. Feb. 2008                                                                           | Heerenveen (Thialf)                           | 500 m (22. Feb.)    | Jeremy Wotherspoon                                        | Jōji Katō                                                 | Lee Kyu-hyeok                                                |
| 22. bis 24. Feb. 2008                                                                           | Heerenveen (Thialf)                           | 1.500 m (22. Feb.)  | Shani Davis                                               | Denny Morrison                                            | Enrico Fabris                                                |
| 22. bis 24. Feb. 2008                                                                           | Heerenveen (Thialf)                           | 500 m (23. Feb.)    | Jeremy Wotherspoon                                        | Jōji Katō                                                 | Dmitri Lobkow                                                |
| 22. bis 24. Feb. 2008                                                                           | Heerenveen (Thialf)                           | 5.000 m (23. Feb.)  | Sven Kramer                                               | Enrico Fabris                                             | Wouter Olde Heuvel                                           |
| 22. bis 24. Feb. 2008                                                                           | Heerenveen (Thialf)                           | 1.000 m (24. Feb.)  | Shani Davis                                               | Denny Morrison                                            | Simon Kuipers                                                |
| 22. bis 24. Feb. 2008                                                                           | Heerenveen (Thialf)                           | 100 m (24. Feb.)    | Jōji Katō                                                 | Lee Kang-seok                                             | Maciej Ustynowicz                                            |
| 22. bis 24. Feb. 2008                                                                           | Heerenveen (Thialf)                           | Team (24. Feb.)     | NiederlandeSven Kramer Wouter Olde Heuvel Carl Verheijen  | KanadaArne Dankers Denny Morrison Justin Warsylewicz      | RusslandJewgeni Lalenkow Iwan Skobrew Alexei Jessin          |
| Einzelstreckenweltmeisterschaften in Nagano (M-Wave), 6. bis 9. März 2008                       |                                               |                     |                                                           |                                                           |                                                              |

1 Der am 1. und 2. Dezember ausgetragene Weltcup musste von Moskau nach Kolomna verlegt werden, da die Halle in Moskau einsturzgefährdet war.

#### 100 Meter
(Endstand: Nach 3 Rennen)
| Rang | Name                       | Land                | Punkte |
| ---- | -------------------------- | ------------------- | ------ |
| 1    | Lee Kang-seok Mika Poutala | Südkorea Finnland   | 220    |
| 3    | Jōji Katō                  | Japan               | 210    |
| 4    | Maciej Ustynowicz          | Polen               | 200    |
| 5    | Jan Smeekens               | Niederlande         | 155    |
| 6    | Vincent Labrie             | Kanada              | 135    |
| 7    | Dag Erik Kleven            | Norwegen            | 110    |
| 8    | Mark Nielsen               | Kanada              | 100    |
| 9    | Yu Fengtong                | Volksrepublik China | 80     |
| 10   | Tadashi Obara              | Japan               | 72     |
|      |                            |                     |        |
| 29   | Anton Hahn                 | Deutschland         | 13     |

#### 500 Meter
(Endstand: Nach 14 Rennen)
| Rang | Name                | Land               | Punkte |
| ---- | ------------------- | ------------------ | ------ |
| 1    | Jeremy Wotherspoon  | Kanada             | 1.080  |
| 2    | Lee Kang-seok       | Südkorea           | 775    |
| 3    | Dmitri Lobkow       | Russland           | 725    |
| 4    | Lee Kyu-hyeok       | Südkorea           | 714    |
| 5    | Mika Poutala        | Finnland           | 714    |
| 6    | Mun Jun             | Südkorea           | 675    |
| 7    | Jōji Katō           | Japan              | 586    |
| 8    | Tucker Fredricks    | Vereinigte Staaten | 567    |
| 9    | Keiichirō Nagashima | Japan              | 540    |
| 10   | Lee Ki-ho           | Südkorea           | 373    |

#### 1.000 Meter
(Endstand: Nach 10 Rennen)
| Rang | Name               | Land               | Punkte |
| ---- | ------------------ | ------------------ | ------ |
| 1    | Shani Davis        | Vereinigte Staaten | 840    |
| 2    | Denny Morrison     | Kanada             | 736    |
| 3    | Jan Bos            | Niederlande        | 550    |
| 4    | Simon Kuipers      | Niederlande        | 471    |
| 5    | Jeremy Wotherspoon | Kanada             | 456    |
| 6    | Lee Kyu-hyeok      | Südkorea           | 433    |
| 7    | Mun Jun            | Südkorea           | 38     |
| 8    | Mark Tuitert       | Niederlande        | 300    |
| 9    | Erben Wennemars    | Niederlande        | 290    |
| 10   | Mika Poutala       | Finnland           | 269    |
|      |                    |                    |        |
| 14   | Samuel Schwarz     | Deutschland        | 175    |
| 28   | Stefan Heythausen  | Deutschland        | 68     |

#### 1.500 Meter
(Endstand: Nach 7 Rennen)
| Rang | Name              | Land               | Punkte |
| ---- | ----------------- | ------------------ | ------ |
| 1    | Shani Davis       | Vereinigte Staaten | 460    |
| 2    | Simon Kuipers     | Niederlande        | 426    |
| 3    | Mark Tuitert      | Niederlande        | 413    |
| 4    | Erben Wennemars   | Niederlande        | 397    |
| 5    | Enrico Fabris     | Italien            | 359    |
| 6    | Denny Morrison    | Kanada             | 356    |
| 7    | Sven Kramer       | Niederlande        | 320    |
| 8    | Jewgeni Lalenkow  | Russland           | 309    |
| 9    | Håvard Bøkko      | Norwegen           | 305    |
| 10   | Iwan Skobrew      | Russland           | 210    |
|      |                   |                    |        |
| 17   | Stefan Heythausen | Deutschland        | 88     |
| 20   | Samuel Schwarz    | Deutschland        | 73     |
| 22   | Robert Lehmann    | Deutschland        | 70     |

#### 5.000/10.000 Meter
(Endstand: Nach 6 Rennen)
| Rang | Name               | Land               | Punkte |
| ---- | ------------------ | ------------------ | ------ |
| 1    | Håvard Bøkko       | Norwegen           | 445    |
| 2    | Sven Kramer        | Niederlande        | 430    |
| 3    | Enrico Fabris      | Italien            | 300    |
| 4    | Bob de Jong        | Niederlande        | 284    |
| 5    | Wouter Olde Heuvel | Niederlande        | 250    |
| 6    | Chad Hedrick       | Vereinigte Staaten | 250    |
| 7    | Carl Verheijen     | Niederlande        | 220    |
| 8    | Tom Prinsen        | Niederlande        | 220    |
| 9    | Arne Dankers       | Kanada             | 215    |
| 10   | Øystein Grødum     | Norwegen           | 184    |
|      |                    |                    |        |
| 15   | Marco Weber        | Deutschland        | 132    |
| 16   | Tobias Schneider   | Deutschland        | 131    |
| 21   | Roger Schneider    | Schweiz            | 76     |
| 23   | Robert Lehmann     | Deutschland        | 65     |

#### Teamlauf
- Je Weltcuprennen starteten drei Läufer

(Endstand: Nach 4 Rennen)
| Rang | Name | Land        | Punkte |
| ---- | --- | ----------- | ------ |
| 1    | Carl Verheijen, Erben Wennemars, Mark Tuitert, Sjoerd de Vries, Sven Kramer, Ted-Jan Bloemen, Tom Prinsen, Wouter Olde Heuvel | Niederlande | 375    |
| 2    | Arne Dankers, Denny Morrison, Justin Warsylewicz, Lucas Makowsky, Steven Elm                                                  | Kanada      | 360    |
| 3    | Håvard Bøkko, Henrik Christiansen, Mikael Flygind Larsen, Sverre Haugli                                                       | Norwegen    | 330    |
| 4    | Alexei Jessin, Alexei Junin, Iwan Skobrew, Jewgeni Lalenkow                                                                   | Russland    | 305    |
| 5    | Jörg Dallmann, Marco Weber, Robert Lehmann, Stefan Heythausen, Tobias Schneider                                               | Deutschland | 156    |
| 6    | Konrad Niedźwiedzki, Robert Kustra, Sebastian Druszkiewicz, Sławomir Chmura                                                   | Polen       | 140    |
| 7    | Enrico Fabris, Luca Stefani, Matteo Anesi, Hiroki Hirako                                                                      | Italien     | 118    |
| 8    | Daniel Friberg, Joel Eriksson, Johan Röjler                                                                                   | Schweden    | 116    |
| 9    | Masashi Michishita, Naoki Yasuda, Shigeyuki Dejima, Shingo Hashibami, Teppei Mori                                             | Japan       | 96     |
| 10   | Milan Sáblík, Pavel Kulma, Zdenek Haselberger                                                                                 | Tschechien  | 66     |

## Gesamt
- Platz: Gibt die Reihenfolge der Athleten wieder. Diese wird durch die Anzahl der Weltcupsiege bestimmt. Bei gleicher Anzahl werden die 2. Platzierungen verglichen, danach die 3. Platzierungen
- Name: Nennt den Namen des Athleten
- Land: Nennt das Land, für das der Athlet startete
- Siege: Nennt die Anzahl der Weltcupsiege
- 2. Plätze: Nennt die Anzahl der errungenen 2. Plätze
- 3. Plätze: Nennt die Anzahl der errungenen 3. Plätze
- Gesamt: Nennt die Anzahl aller gewonnenen Medaillen

### Top Ten
Die Top Ten zeigt die zehn erfolgreichsten Sportler/-innen des Eisschnelllauf-Weltcups 2007/08.
| Platz | Name               | Land                | Siege | 2. Plätze | 3. Plätze | Gesamt |
| ----- | ------------------ | ------------------- | ----- | --------- | --------- | ------ |
| 1.    | Jenny Wolf         | Deutschland         | 15    | 2         | 0         | 17     |
| 2.    | Anni Friesinger    | Deutschland         | 11    | 4         | 0         | 15     |
| 3.    | Jeremy Wotherspoon | Kanada              | 10    | 2         | 2         | 14     |
| 4.    | Shani Davis        | Vereinigte Staaten  | 7     | 4         | 2         | 13     |
| 5.    | Martina Sáblíková  | Tschechien          | 6     | 2         | 0         | 8      |
| 6.    | Sven Kramer        | Niederlande         | 6     | 2         | 0         | 8      |
| 7.    | Lee Kang-seok      | Südkorea            | 4     | 2         | 0         | 6      |
| 8.    | Denny Morrison     | Kanada              | 3     | 10        | 1         | 14     |
| 9.    | Wang Beixing       | Volksrepublik China | 3     | 4         | 0         | 7      |
| 10.   | Håvard Bøkko       | Norwegen            | 3     | 2         | 2         | 7      |

### Frauen
| Platz | Name                   | Land                | Siege | 2. Plätze | 3. Plätze | Gesamt |
| ----- | ---------------------- | ------------------- | ----- | --------- | --------- | ------ |
| 1.    | Jenny Wolf             | Deutschland         | 15    | 2         | 0         | 17     |
| 2.    | Anni Friesinger        | Deutschland         | 11    | 4         | 0         | 15     |
| 3.    | Martina Sáblíková      | Tschechien          | 6     | 2         | 0         | 8      |
| 4.    | Wang Beixing           | Volksrepublik China | 3     | 4         | 0         | 7      |
| 5.    | Christine Nesbitt      | Kanada              | 2     | 6         | 4         | 12     |
| 6.    | Kristina Groves        | Kanada              | 2     | 3         | 3         | 8      |
| 7.    | Paulien van Deutekom   | Niederlande         | 2     | 2         | 0         | 4      |
| 8.    | Renate Groenewold      | Niederlande         | 2     | 1         | 2         | 5      |
| 9.    | Ireen Wüst             | Niederlande         | 1     | 5         | 2         | 8      |
| 10.   | Claudia Pechstein      | Deutschland         | 1     | 2         | 0         | 3      |
| 11.   | Chiara Simionato       | Italien             | 1     | 1         | 4         | 6      |
| 12.   | Shannon Rempel         | Kanada              | 1     | 1         | 3         | 5      |
| 13.   | Daniela Anschütz-Thoms | Deutschland         | 1     | 1         | 2         | 4      |
| 14.   | Brittany Schussler     | Kanada              | 1     | 1         | 0         | 2      |
| 15.   | Galina Lichatschowa    | Russland            | 1     | 0         | 2         | 3      |
| 16.   | Jekaterina Lobyschewa  | Russland            | 1     | 0         | 2         | 3      |
| 17.   | Jekaterina Abramowa    | Russland            | 1     | 0         | 2         | 3      |
| 18.   | Diane Valkenburg       | Niederlande         | 1     | 0         | 0         | 1      |
| 19.   | Lee Sang-hwa           | Südkorea            | 0     | 4         | 2         | 6      |
| 20.   | Annette Gerritsen      | Niederlande         | 0     | 3         | 5         | 8      |
| 21.   | Cindy Klassen          | Kanada              | 0     | 2         | 1         | 3      |
| 22.   | Judith Hesse           | Deutschland         | 0     | 2         | 1         | 3      |
| 23.   | Clara Hughes           | Kanada              | 0     | 1         | 1         | 2      |
| 24.   | Hiromi Ōtsu            | Japan               | 0     | 1         | 1         | 2      |
| 25.   | Katrin Mattscherodt    | Deutschland         | 0     | 1         | 1         | 2      |
| 26.   | Masako Hozumi          | Japan               | 0     | 1         | 1         | 2      |
| 27.   | Xing Aihua             | Volksrepublik China | 0     | 1         | 0         | 1      |
| 28.   | Lucille Opitz          | Deutschland         | 0     | 1         | 0         | 1      |
| 29.   | Maki Tabata            | Japan               | 0     | 1         | 0         | 1      |
| 30.   | Sayuri Yoshii          | Japan               | 0     | 0         | 4         | 4      |
| 31.   | Shihomi Shinya         | Japan               | 0     | 0         | 3         | 3      |
| 32.   | Swetlana Kajkan        | Russland            | 0     | 0         | 3         | 3      |
| 33.   | Marianne Timmer        | Niederlande         | 0     | 0         | 2         | 2      |
| 34.   | Wang Fei               | Volksrepublik China | 0     | 0         | 1         | 1      |
| 35.   | Karolina Ksyt          | Polen               | 0     | 0         | 1         | 1      |
| 36.   | Katarzyna Wójcicka     | Polen               | 0     | 0         | 1         | 1      |
| 37.   | Luiza Złotkowska       | Polen               | 0     | 0         | 1         | 1      |

### Männer
| Platz | Name                | Land                | Siege | 2. Plätze | 3. Plätze | Gesamt |
| ----- | ------------------- | ------------------- | ----- | --------- | --------- | ------ |
| 1.    | Jeremy Wotherspoon  | Kanada              | 10    | 2         | 2         | 14     |
| 2.    | Shani Davis         | Vereinigte Staaten  | 7     | 4         | 2         | 13     |
| 3.    | Sven Kramer         | Niederlande         | 6     | 2         | 0         | 8      |
| 4.    | Lee Kang-seok       | Südkorea            | 4     | 2         | 0         | 6      |
| 5.    | Denny Morrison      | Kanada              | 3     | 10        | 1         | 14     |
| 6.    | Håvard Bøkko        | Norwegen            | 3     | 2         | 2         | 7      |
| 7.    | Erben Wennemars     | Niederlande         | 3     | 1         | 0         | 4      |
| 8.    | Jōji Katō           | Japan               | 2     | 3         | 0         | 5      |
| 9.    | Simon Kuipers       | Niederlande         | 2     | 2         | 2         | 6      |
| 10.   | Wouter Olde Heuvel  | Niederlande         | 2     | 0         | 1         | 3      |
| 11.   | Enrico Fabris       | Italien             | 1     | 3         | 1         | 5      |
| 12.   | Arne Dankers        | Kanada              | 1     | 2         | 2         | 5      |
| 13.   | Carl Verheijen      | Niederlande         | 1     | 1         | 1         | 3      |
| 14.   | Henrik Christiansen | Norwegen            | 1     | 1         | 0         | 2      |
| 15.   | Sverre Haugli       | Norwegen            | 1     | 1         | 0         | 2      |
| 16.   | Tucker Fredricks    | Vereinigte Staaten  | 1     | 1         | 0         | 2      |
| 17.   | Jan Bos             | Niederlande         | 1     | 0         | 2         | 3      |
| 18.   | Pekka Koskela       | Finnland            | 1     | 0         | 1         | 2      |
| 19.   | Mark Nielsen        | Kanada              | 1     | 0         | 0         | 1      |
| 20.   | Steven Elm          | Kanada              | 1     | 0         | 0         | 1      |
| 21.   | Lee Kyu-hyeok       | Südkorea            | 0     | 2         | 6         | 8      |
| 22.   | Mun Jun             | Südkorea            | 0     | 2         | 5         | 7      |
| 23.   | Dmitri Lobkow       | Russland            | 0     | 2         | 1         | 3      |
| 24.   | Keiichirō Nagashima | Japan               | 0     | 2         | 1         | 3      |
| 25.   | Justin Warsylewicz  | Kanada              | 0     | 2         | 0         | 2      |
| 26.   | Mika Poutala        | Finnland            | 0     | 1         | 2         | 3      |
| 27.   | Yu Fengtong         | Volksrepublik China | 0     | 1         | 1         | 2      |
| 28.   | Chad Hedrick        | Vereinigte Staaten  | 0     | 1         | 0         | 1      |
| 29.   | Mike Ireland        | Kanada              | 0     | 1         | 0         | 1      |
| 30.   | Ted-Jan Bloemen     | Niederlande         | 0     | 1         | 0         | 1      |
| 31.   | Tom Prinsen         | Niederlande         | 0     | 1         | 0         | 1      |
| 32.   | Iwan Skobrew        | Russland            | 0     | 0         | 3         | 3      |
| 33.   | Jewgeni Lalenkow    | Russland            | 0     | 0         | 3         | 3      |
| 34.   | Mark Tuitert        | Niederlande         | 0     | 0         | 3         | 3      |
| 35.   | Alexei Junin        | Russland            | 0     | 0         | 2         | 2      |
| 36.   | Bob de Jong         | Niederlande         | 0     | 0         | 2         | 2      |
| 37.   | Alexei Jessin       | Russland            | 0     | 0         | 1         | 1      |
| 38.   | Dag Erik Kleven     | Norwegen            | 0     | 0         | 1         | 1      |
| 39.   | Maciej Ustynowicz   | Polen               | 0     | 0         | 1         | 1      |
| 40.   | Robert Lehmann      | Deutschland         | 0     | 0         | 1         | 1      |
| 41.   | Stefan Heythausen   | Deutschland         | 0     | 0         | 1         | 1      |
| 42.   | Tobias Schneider    | Deutschland         | 0     | 0         | 1         | 1      |
| 43.   | Zhang Zhongqi       | Volksrepublik China | 0     | 0         | 1         | 1      |

### Nationenwertung
- Die Nationenwertung zeigt die erfolgreichsten Nationen (Sportler) des Eisschnelllauf-Weltcup 2007/08

| Platz | Land                | Siege | 2. Plätze | 3. Plätze | Gesamt |
| ----- | ------------------- | ----- | --------- | --------- | ------ |
| 1.    | Deutschland         | 28    | 13        | 7         | 48     |
| 2.    | Kanada              | 22    | 31        | 15        | 68     |
| 3.    | Niederlande         | 21    | 19        | 22        | 62     |
| 4.    | Vereinigte Staaten  | 8     | 6         | 2         | 16     |
| 5.    | Tschechien          | 6     | 2         | 0         | 8      |
| 6.    | Norwegen            | 5     | 4         | 3         | 12     |
| 7.    | Südkorea            | 4     | 10        | 13        | 27     |
| 8.    | Volksrepublik China | 3     | 6         | 3         | 12     |
| 9.    | Russland            | 3     | 2         | 19        | 24     |
| 10.   | Japan               | 2     | 8         | 10        | 20     |
| 11.   | Italien             | 2     | 4         | 5         | 11     |
| 12.   | Finnland            | 1     | 1         | 3         | 5      |
| 13.   | Polen               | 0     | 0         | 4         | 4      |